# MCS algorithm
Multilevel Coordinate Search (MCS) — алгоритм глобальної оптимізації з обмеженнями.
Алгоритм полягає в поділі n-мірного простору пошуку, представленого множиною непересічних гіперкубів (коробок). Коробки ітеративно розділяються вздовж осі площини відповідно до значення функції як координат точки в коробці і розміру боксу. Ці два критерії розщеплення об'єднуються, щоб сформувати глобальний пошук по розщепленню великих коробок і локальний пошук шляхом поділу областей, для яких значення функції є близьким до шуканого.